# Cyrtodactylus laevigatus
Cyrtodactylus laevigatus es una especie de gecos de la familia Gekkonidae.

## Taxonomía
Se reconocen las siguientes subespecies:
- Cyrtodactylus laevigatus laevigatus Darevsky, 1964 - endémica de Komodo.
- Cyrtodactylus laevigatus uniformis Auffenberg, 1980 - endémica del oeste de la isla de Flores (Indonesia).